# Пронгер, Крис
Кристофер Роберт Пронгер (англ. Christopher Robert Pronger; род. 10 октября 1974, Драйден, Онтарио) — канадский хоккеист, защитник. Обладатель Кубка Стэнли (2007), двукратный Олимпийский чемпион (2002, 2010), чемпион мира (1997), член зала хоккейной славы (2015) и тройного золотого клуба.

## Биография
Выбран на драфте 1993 года под общим 2-м номером командой «Хартфорд Уэйлерс» и отыграл в ней два сезона, после чего перешёл в «Сент-Луис Блюз» за который выступал до сезона 2004—2005.
Затем в его карьере были «Эдмонтон Ойлерз» и «Анахайм Дакс» в составе которого он завоевал Кубок Стэнли в сезоне 2006-2007. Крис Пронгер является обладателем Харт Трофи сезона 1999-2000, он стал первым защитником, после Бобби Орра в сезоне 1971-1972, которому достался этот трофей. Также Пронгер является обладателем Джеймс Норрис Трофи и двукратным обладателем НХЛ плюс/минус.
27 июня 2009 года, Пронгер, вместе с нападающим Райаном Динглом, обменян в «Филадельфию Флайерз» на форварда Джоффри Лупула и защитника Луку Сбису, а также выбор на будущем драфте. 7 июля 2009 года Пронгер подписал семилетний контракт с «Филадельфией».
Хотя из-за травм Пронгер не играл с 2011 года и фактически тогда же завершил карьеру, его контракт продолжал действовать дальше. Пронгер стал объектом сделки команды с «Аризоной», где формально его карьера закончилась с завершением сезона 2016/17.
На международной арене Пронгер, в составе сборной Канады, является победителем чемпионата мира 1997 года в Финляндии и победителем зимних Олимпийских игр в Солт-Лейк-Сити в 2002 году и зимних Олимпийских игр в Ванкувере в 2010 году. Эти победы позволили ему войти в тройной золотой клуб.

## Награды и достижения
- Обладатель Кубка Стэнли — 2007
- Обладатель Харт Трофи — 2000
- Обладатель Джеймс Норрис Трофи — 2000
- Обладатель НХЛ плюс/минус — 1998, 2000
- Участник Матча всех звёзд НХЛ — 1999, 2000, 2002, 2004, 2008
- Чемпион мира среди молодёжных команд — 1993
- Лучший защитник Канадской хоккейной лиги — 1993
- Макс Камински Трофи — 1993

## Статистика
| Легенда | Легенда                    | Легенда | Легенда                   | Легенда | Легенда    |
| ------- | -------------------------- | ------- | ------------------------- | ------- | ---------- |
| И       | Количество проведённых игр | Штр     | Штрафное время            | +/−     | Плюс-минус |
| Г       | Голы                       | П       | Голевые передачи          | О       | Очки       |
| -       | Статистика неизвестна      | —       | Статистика не учитывалась |         |            |